# Halecium lightbourni
Halecium lightbourni är en nässeldjursart som beskrevs av Calder 1991. Halecium lightbourni ingår i släktet Halecium och familjen Haleciidae. Inga underarter finns listade i Catalogue of Life.